# Lager economisch en administratief onderwijs
Het lager economisch en administratief onderwijs of leao is een voormalige Nederlandse onderwijsterm. Het leao was een voorbereiding op beroepen in de kantoor-, verkoop- en winkelpraktijk.
Sterke leerlingen uit het leao konden verder studeren in het middelbaar economisch en administratief onderwijs (meao).